# Melicope burttiana
Melicope burttiana är en vinruteväxtart som beskrevs av Stone. Melicope burttiana ingår i släktet Melicope och familjen vinruteväxter. Inga underarter finns listade i Catalogue of Life.